# Willemia bedosae
Willemia bedosae is een springstaartensoort uit de familie van de Hypogastruridae. De wetenschappelijke naam van de soort is voor het eerst geldig gepubliceerd in 1998 door D'Haese.